# Distretto di Šmarna Gora
Il distretto di Šmarna Gora (in sloveno Četrtna skupnost Šmarna Gora) o semplicemente Šmarna Gora è uno dei 17 distretti (mestna četrt) della città di Lubiana.